# Communauté de communes du Pays de la Haute Vezouze
La communauté de communes du Pays de la Haute Vezouze (CCPHV) est une ancienne communauté de communes française, qui était située dans le département de Meurthe-et-Moselle.

## Histoire
Elle a fusionné le 1er janvier 2014 avec la Communauté de communes du Badonvillois pour former la Communauté de communes du Piémont Vosgien, par arrêté préfectoral du 22 avril 2013.
Elle faisait également partie du pays du Lunévillois.

## Composition
Cette communauté de communes était composée des 7 communes suivantes :
1. Cirey-sur-Vezouze (siège)
2. Bertrambois
3. Parux
4. Petitmont
5. Saint-Sauveur
6. Tanconville
7. Val-et-Châtillon

## Administration
| Période                                  | Période          | Identité         | Étiquette | Qualité                              |
| ---------------------------------------- | ---------------- | ---------------- | --------- | ------------------------------------ |
| Les données manquantes sont à compléter. |                  |                  |           |                                      |
|                                          | 1er janvier 2014 | Philippe Arnould |           | Maire de Saint-Sauveur (depuis 2001) |